# Tom Erich
Tom Erich (Amsterdam, 26 mei 1911 – Wageningen, 23 augustus 1978) was een Nederlands pianist, componist en arrangeur.
Erich was in de jaren ’50 en '60 een begrip: iedere dinsdagavond om kwart over zes zond de AVRO radio zijn programma Oud en nieuw, van alles wat uit. Een kwartiertje pianomuziek, ruim 20 jaar lang. In de jaren ’70 waren de hoogtijdagen van de radio-ensembles voorbij. Op de radio werden steeds meer grammofoonplaten gedraaid. Oud en nieuw, van alles wat werd stopgezet. In een interview in het Algemeen Dagblad zei Erich hierover: “Nou, ik vind dat een beetje moeilijk. Kijk, gaandeweg werd er meer gepraat op de radio. Er kwam meer geklets. Voor het nieuws, tijdens het nieuws en achter het nieuws. En heel geleidelijk aan kwam ik er niet meer aan te pas. Ik voelde het aankomen. Ze zeiden wel dat de belangstelling terugliep, maar toen eenmaal de beslissing was gevallen dat ik zou ophouden met mijn programma, toen was de klap wel groot, natuurlijk”.

## Biografie
Erich werd op 26 mei 1911 geboren in een gezin met 10 kinderen in de Amsterdamse Kinkerstraat. Zijn vader was eigenaar van 5 rijwielzaken en een van die zaken was voor Tom bestemd. Zijn moeder Anna Putter had in Amsterdam een kousenwinkeltje en speelde piano. Op zijn vijftiende verdiende Tom al de kost in de muziek. Hij begon als pianist in café De Munttoren en kwam vervolgens bij het Apollotheater in Amsterdam terecht, als begeleider van stomme films. Daarnaast speelde hij solo of met zijn ensemble in bars en restaurants in Amsterdam en ook geregeld in Zandvoort. Zijn talent werd ontdekt door de groten van de Nederlandse kleinkunst en hij werd de begeleider van onder meer Louis Davids en Lou Bandy.
Naast pianist/orkestleider is Erich ook bekend geworden als componist/arrangeur. Hij schreef honderden liedjes, veelal op teksten van Stan Haag en Anton Beuving. Heel bekend werd Kijk eens in de poppetjes van mijn ogen (tekst: Nick Holwerda) in de uitvoering van Annie de Reuver en Karel van der Velden met het orkest The Skymasters o.l.v. Bep Rowold. Andere bekende liedjes zijn: Kleine Greetje uit de polder, ’s Avonds als het kampvuur brandt en Vanavond om kwart over zes ben ik vrij. Dit laatste liedje bereikte in de uitvoering van Willeke Alberti zelfs de hitparade. Als orkestleider begeleidde hij in de jaren vijftig en jaren zestig ook kinderkoren, waaronder Kinderkoor de Karekieten.
De jaren tot zijn pensionering was Erich medewerker van de afdeling lichte muziek bij de AVRO. Hij produceerde onder meer Muzikaal onthaal en De Arbeidsvitaminen.  Erich stierf op 23 augustus 1978 na een auto-ongeluk. Hij werd 67 jaar.

## Composities (gepubliceerd, selectie)
- Dag Sjaan, dag Bep, dag Alida (1945?)
- Doortje doet aan ochtendgymnastiek
- Greetje uit de polder (1949)
- Hoe is de stand Mieke? (1947), tekst: Emiel van de Brande
- Je moet niet huilen (1952)
- Jouw foto (1956?)
- Kijk eens in de poppetjes van mijn ogen (1952), tekst: Nick Holwerda
- Net als vroeger (1954), tekst: Stan Haag
- Punaise en lint (1945?)
- Sajah, tekst: Willy Rex
- Sprookje (1948), herkenningsmelodie programma 'Oud en nieuw, van alles wat'
- Vaarwel, m'n jongen!
- Vanavond om kwart over zes ben ik vrij